# کوه دسک
 دَسَّک  نام کوهی واقع در بون کوه زیر در جنوب دهستان کوخرد از توابع بخش کوخرد شهرستان بستک و در غرب استان هرمزگان در جنوب ایران است.
کوه  دَسَّک  کوهیست مخروطی که در موازات کوه خآب در جنوب شرقی کوخرد قرار دارد.
اگر از قُلَهِ  دَسَّک  نگاه کنیم، چین‌های جبال تا افق ممتّد می‌گردد، و به تدریج، ارتفاع آن‌ها کم شده، بین آن‌ها دره‌های عمیقی دیده می‌شود که در بعضی از آن‌ها نهرهای کوچک (آودون)ها واشکفتها موجود می‌باشد. این چین‌ها موازی هستند ومنظم وفقط ارتفاع بعضی قلل در «رَخ بَندُو» که راه مالرو است کاهش می‌یابد.
از رخ بندو مرورا به مرتفعات نرگ گُل مودونی، وصولاً به قسمت غربی «دَسَّک» ارتفاعاتش از قلل دیگر بیشتر می‌باشد. در مرتفعات  دَسَّک  ومنحدرات گُل مودونی وگری بان جنگلهایی از درخت سمر، کنار، به (برکو)، بادام کوهی، نادر، کیهون وکلی وجود دارد.

## محصولات این کوه
- انغوزه.
- بنه .
- آویشن.
- مرو تلخ.
- پونه.
- اسطوقدوس (گیاهی خوشبو که با چای مصرف می‌شود).
- خاکشیر.
- مرو تلخ.
- کیون.
- بادام کوهی.
- مرو خوش .

و دیگرگیاهای داروئی، و همچنین درخت‌های تنومندی مانند کُور، کُنار، کِرت، سمر، کُوهِنگ، سَلَم در پایه این کوه زیاد وجود دارد که اهالی برای زغال و هیزم از آن استفاده می‌نمایند.

## جانوران
در دوران گذشته جانوران مختلفی که در این کوه وجود داشته‌است که عبارت بوده از: پلنگ، گرگ، شغال، آهو، یوزپلنگ، روباه، کفتار، خرگوش و غیره از حیوانات کوهی وجود داشته بوده‌است، ولی در سنوات اخیر بیشتر این حیوانات رو به انقراض رفته‌است. و همچنین پرندگان مختلف کوهستانی نیز در این کوه زندگی می‌کنند که عبارت‌اند از: کبک، تیهو، قُمری، بادخور.

## فهرست منابع و مآخذ
- محمدیان، کوخردی، محمد،  «شهرستان بستک و بخش کوخرد» ، ج۱. چاپ اول، دبی: سال انتشار ۲۰۰۵ میلادی.
- محمد، صدیق «تارخ فارس» صفحه‌های (۵۰ ـ ۵۱ ـ ۵۲ ـ ۵۳)، چاپ سال ۱۹۹۳ میلادی.
- الکوخردی، محمد، بن یوسف، (کُوخِرد حَاضِرَة اِسلامِیةَ عَلی ضِفافِ نَهر مِهران Kookherd، an Islamic District on the bank of Mehran River) الطبعة الثالثة، دبی: سنة ۱۹۹۷ للمیلاد.